# Кусунда (мова)
Кусунда — ізольована мова, якою говорить народ кусунда, що проживає в Непалі. Станом на 2023 рік мовою вільно розмовляє лише одна людина, Камала Хатрі Сен, хоча влада докладає деяких зусиль, щоб зберегти мову.

## Останні мовці
Десятиліттями вважалося, що мова кусунда перебуває на межі зникнення, без надії коли-небудь добре її дослідити. Невеликий матеріал, який можна було почерпнути зі спогадів колишніх носіїв, вказував, що мова була ізольованою, але, докази були слабкі, і часто мову класифікували разом із сусідніми як тибето-бірманську. Однак у 2004 році три представники народу кусунда, Г'яні Майя Сен, Прем Бахадур Шахі та Камала Сінгх, були доставлені до Катманду для допомоги з оформленням документів про громадянство. Там члени Університету Трібхуван виявили, що одна з прибулиць, уродженка району Ролпа, вільно розмовляла мовою. Було виявлено, що кілька її родичів теж були носіями мови. У 2005 році було відомо, що сім чи вісім людей вільно розмовляли мовою, наймолодшій було понад тридцять років. Однак мова зникала, і діти її не засвоювали, оскільки всі носії мови одружились з представниками інших народів.
Вважалося, що мова вимерла зі смертю Раджамама Кусунди 19 квітня 2018 року. Однак Гьяні Майя Сен та її сестра Камала Кусунда пережили його, що дозволило зібрати додаткові лінгвістичні дані. Сестри разом із письменником і дослідником Удаєм Раджем Аалі навчали мови зацікавлених дітей і дорослих. Аалі написав книгу «Плем'я та словник кусунда».

## Класифікація
Девід Воттерс опублікував граматичний опис мови середнього розміру, а також словник (Watters 2005). Він стверджував, що кусунда є мовним ізолятом, не лише генеалогічно, але й лексично, граматично та фонологічно відмінним від своїх сусідів. Це означало б, що кусунда є залишком мов, якими говорили в північній Індії до приходу тибето-бірманських та індоіраномовних народів. Однак кусунда не класифікують ані як мунда, ані як дравідійську мову. Таким чином, вона приєднується до бурушаскі, нігалі та (потенційно) до субстрату мови ведда у списку південноазійських мов, які не належать до основних категорій індоєвропейських, дравідійських, китайсько-тибетських та австроазійських мов.
До нещодавнього виявлення активних носіїв кусунда було кілька спроб пов'язати мову з усталеною мовною сім'єю. Рана (2002) стверджував, що кусунда є тибето-бірманською мовою. Меррітт Рулен виступав за спорідненість з джувой та іншими андаманськими мовами і з більшою індо-тихоокеанською мовною сімʼєю, до якої відносилась і мова нігалі.

## Фонетика

### Голосні
Система голосних у мові кусунда включає шість звуків, які організовані у дві сингармонічні групи за підйомом: верхню (виділена рожевим) та нижню (виділена зеленим). Більшість слів допускає двояку вимову, з гласними або верхньої, або нижньої групи, що дозволяє зробити висновок про наявність у кусунда трьох голосних фонем, що реалізуються шістьма звуками. Лише мала кількість слів вимовляється суворо з гласними тільки якоїсь однієї групи. До них відносяться нечисленні слова з увулярними приголосними, що вимагають, як і в ряді інших мов, голосних нижньої групи, а також деякі інші, хоча у цих слів обмеження на набір голосних стає помітним лише при ретельній дикції.
| Голосні | Переднього ряду | Середнього ряду | Заднього ряду |
| ------- | --------------- | --------------- | ------------- |
| Верхні  | i               |                 | u             |
| Середні | e               | ə               | o             |
| Нижні   |                 | a               |               |

### Приголосні
У системі приголосних фонем у кусунда, очевидно, є значним лише активний, але не пасивний орган. Наприклад, апікальні приголосні можуть бути дентальними, альвеолярними, ретрофлексними або палатальними: /t/ як [t̪] перед /i/, [t] перед /e, ə, u/, [ʈ] перед /o, a/, і [c], якщо наступний приголосний — увулярний, як у слові [coq] ~ [tok] ('ми').
Крім того, багато приголосних мають як вибуховий, так і фрикативний варіант: наприклад, /p/ між голосними, ймовірно, вимовляється як /b/, тоді як /b/ у тій самій позиції реалізується як [β]). Придих в кусунда виник нещодавно. У мові відсутні характерні для цього регіону ретрофлексні приголосні фонеми, і, навпаки, є нехарактерні увулярні.
|              |              | Губні | Передньоязикові | Передньоязикові | Піднебінні | Задньоязикові | Увулярні | Гортанні |
| прості       | сібілянти    | Губні |                 |                 | Піднебінні | Задньоязикові | Увулярні | Гортанні |
| ------------ | ------------ | ----- | --------------- | --------------- | ---------- | ------------- | -------- | -------- |
| Носові       | Носові       | m     | n               |                 |            | ŋ             | ɴˤ       |          |
| Проривні     | Глухі        | p ~ b | t ~ d           | t͡s              |            | k ~ ɡ         | q ~ ɢ    | ʔ        |
| Проривні     | Дзвінкі      | b ~ β | d               | d͡z              |            | ɡ ~ ɣ         |          |          |
| Проривні     | Аспірати     | (pʰ)  | (tʰ)            | (t͡sʰ)           |            | (kʰ ~ x)      | (qʰ)     |          |
| Проривні     | Придихальні  | (bʱ)  | (dʱ)            | (d͡zʱ)           |            | (ɡʱ)          |          |          |
| Фрикативні   | Фрикативні   |       |                 | s               |            |               | ʁ ~ ʕ    | h        |
| Апроксиманти | Апроксиманти | w     | l               |                 | j          |               | ʁ ~ ʕ    |          |
| Одноударні   | Одноударні   |       | ɾ               |                 |            |               |          |          |

[ʕ] не зустрічається в початку слів, а [ŋ] може бути тільки в кінці слов, на відміну від інших мов. [ɴʕ] (можливо, [ŋ+ʕ]) зустрічається тільки між голосними.

## Займенники
Кусунда має кілька відмінків, за якими змінюються іменники та займенники, три з яких — називний, родовий і знахідний.
|                    | Називний | Родовий     | Акузатив |
| ------------------ | -------- | ----------- | -------- |
| 1-ша особа однини  | tsi      | tsi, tsi-yi | tən-da   |
| 1-ша особа множини | tok      | tig-i       | (toʔ-da) |
| 2-а особа однини   | nu       | nu, ni-yi   | nən-da   |
| 2-а особа множини  | nok      | ?nig-i      | (noʔ-da) |
| 3-я особа          | gina     | (gina-yi)   | gin-da   |

Інші відмінкові суфікси включають -ma «разом з», -lage «для», -əna «від», -ga, -gə «в, у».
Є також вказівні займенники na і ta. Хоча незрозуміло, яка різниця між ними, це може бути живість.

## Дієслова
Підмети можуть позначатися на дієслові, хоча, коли вони є, вони можуть мати префікс або суфікс. Нижче як приклад наведено дієслово am «їсти», яке є більш правильним, ніж багато інших дієслів у теперішньому часі:
|            | однина  | множина   |
| ---------- | ------- | --------- |
| 1-ша особа | t-əm-ən | t-əm-da-n |
| 2-а особа  | n-əm-ən | n-əm-da-n |
| 3-я особа  | g-əm-ən | g-əm-da-n |

Інші дієслова можуть мати префікс ts- у першій особі або нульовий префікс у третій.

## Зразок тексту
Нижче наведено зразок тексту статті 1 Загальної декларації прав людини мовою кусунда з транслітерацією (IAST) і транскрипцією (IPA).
Кусунда письмом Деванагарі:
टिक सवट्टै नु प्रतिष्ठा कफेरा अधिकार ककेजे जि बेजी अगन्जी । गिना ग्याओ चिय कफेरा मागभया नाङ्टे अङी ।
Транслітерація:
ṭik sawaṭṭe nu pratiṣṭhā kapherā adhikār kakeje jibejī aganji. ginā gyāo ciy kapherā māgbhayā nāṅ'ṭe ani.
Переклад: Усі люди народжуються вільними та рівними у своїй гідності та правах. Вони наділені розумом і совістю і повинні ставитися один до одного в дусі братерства.